# Torneo di Wimbledon 2017 - Doppio maschile per invito senior
Todd Woodbridge e Mark Woodforde erano i detentori del titolo, ma sono stati eliminati nella fase a gruppi.
Jacco Eltingh e Paul Haarhuis hanno vinto il titolo sconfiggendo in finale Richard Krajicek e Mark Petchey con il punteggio di 4-6, 6-3, [10-6].

## Tabellone

### Legenda
| - Q = Qualificato - WC = Wild card - LL = Lucky loser | - ALT = Alternate - SE = Special Exempt - PR = Protected Ranking | - w/o = Walkover - r = Ritirato - d = Squalificato |

### Finale
|  | Finale |                               |   |   |      |  |
|  |        |                               |   |   |      |  |
|  | A3     | Richard Krajicek Mark Petchey | 6 | 3 | [6]  |  |
|  | B2     | Jacco Eltingh Paul Haarhuis   | 4 | 6 | [10] |  |

### Gruppo A
|    |                                 | J Bates C Wilkinson | W Ferreira G Ivanišević | R Krajicek M Petchey | T Woodbridge M Woodforde | RR V-P | Set V-P | Game V-P | Posizione |
| A1 | Jeremy Bates Chris Wilkinson    |                     | 4–6, 6–2, [12–10]       | 4–6, 3–6             | 5–7, 6(1)–7              | 1–2    | 2–5     | 29–34    | 4         |
| A2 | Wayne Ferreira Goran Ivanišević | 6–4, 2–6, [10–12]   |                         | 3–6, 6–4, [4–10]     | 6–2, 7–5                 | 1–2    | 4–4     | 30–29    | 2         |
| A3 | Richard Krajicek Mark Petchey   | 6–4, 6–3            | 6–3, 4–6, [10–4]        |                      | 6–1, 6(6)–7, [10–7]      | 3–0    | 6–2     | 36–24    | 1         |
| A4 | Todd Woodbridge Mark Woodforde  | 7–5, 7–6(1)         | 2–6, 5–7                | 1–6, 7–6(6), [7–10]  |                          | 1–2    | 3–4     | 29–37    | 3         |

La classifica viene stilata in base ai seguenti criteri: 1) Numero di vittorie; 2) Numero di partite giocate; 3) Scontri diretti (in caso di due giocatori pari merito ); 4) Percentuale di set vinti o di games vinti (in caso di tre giocatori pari merito ); 5) Decisione della commissione

### Gruppo B
|    |                              | A Castle M Chang    | J Eltingh P Haarhuis | H Leconte C Pioline  | P McEnroe J Tarango  | RR V-P | Set V-P | Game V-P | Posizione |
| B1 | Andrew Castle Michael Chang  |                     | 4–6, 4–6             | 6(4)–7, 6–2, [7–10]  | 7–5 6–3              | 1–2    | 3–4     | 33–30    | 3         |
| B2 | Jacco Eltingh Paul Haarhuis  | 6–4, 6–4            |                      | 6–3, 6–4             | 4–6, 6–3, [10–5]     | 3–0    | 6–1     | 35–24    | 1         |
| B3 | Henri Leconte Cédric Pioline | 7–6(4), 2–6, [10–7] | 3–6, 4–6             |                      | 6(3)–7, 6–2, [12–10] | 2–1    | 4–4     | 30–33    | 2         |
| B4 | Patrick McEnroe Jeff Tarango | 5–7, 3–6            | 6–4, 3–6, [5–10]     | 7–6(3), 2–6, [10–12] |                      | 0–3    | 2–6     | 26–37    | 4         |

La classifica viene stilata in base ai seguenti criteri: 1) Numero di vittorie; 2) Numero di partite giocate; 3) Scontri diretti (in caso di due giocatori pari merito ); 4) Percentuale di set vinti o di games vinti (in caso di tre giocatori pari merito ); 5) Decisione della commissione